# Cultură arheologică
O cultură arheologică este formată dintr-o serie de artefacte și ecofacte, construcții și monumente dintr-o perioadă sau regiune istorică precisă care constituie cultura materială a unei societăți umane din trecut. Așadar, o cultură este totalitatea elementelor care compun un cadru social, material și spiritual, creat de o comunitate în decursul existenței sale.
O cultură arheologică poate fi atribuită unei populații exacte din izvoarele istorice (de exemplu, cultura Basarabi este asociată cu geții). Este de notat faptul că într-un spațiu ai cărui locuitori vorbesc aceeași limbi este posibil să se formeze diferite culturi arheologice. Opusul este de asemenea posibil, ca diferite populații de etnie diferită sau care vorbesc limbi diferite, dar care ocupă același spațiu, să poarte aceeași cultură.